# БОВ М11
БОВ М11 је део породице БОВ, лаких оклопних возила. БОВ М11 је возило специјализовано за извиђање. Ово оклопно возило је произведено у фабрици "Сложени Борбени Системи", Велика Плана, Србија.

## Опис
БОВ М11 има главну улогу као извиђачко возило и командно-извиђачко возило. Ако се користи у артиљерији, може да се користи за осматрање и да усмерава ватру. Ово возило има трочлану посаду, укључујући  возача, команданта и тобџију. Аутомобил има точкове и покреће се дизел мотором, детаљније 190 коњских снага. Он има много специјалних извиђачких система и артиљеријских система, изграђених на основу специфичне мисије или улоге.
Опрема за артиљеријско - извиђачко возилу укључују:
1. Артиљерија електронске пеленгатора (АЕГ)
2. Комуникациону опрему
3. Артиљеријска батерија ФЦС рачунар

## Заштита
Оклопна заштита је модуларна израђена је од панцирног челика.

#### Оклопна заштита:
- Заштита са предње стране: STANAG 4569 ниво III+ (заштита од муниције са панцирним зрном калибра 12,7мм )
- Заштита са свих страна: STANAG 4569 nivo I (заштита од муниције калибра 5,56мм и од свих врста стрељачке муниције са обичним зрном.)

#### Против-минска заштита:
- Омогућава заштиту посаде у случају експлозије против-тенковске мине која садржи 2кг експлозива испод пода возила.
- Омогућава заштиту посаде у случају експлозије против-тенковске мине која садржи 4кг експлозива испод точкова возила.

## Погон
Погонску снагу чини дизел мотор Cummins IBS190 (190 КС) као и трансмисија ЗТФ, што му омогућава врло високу покретљивост на ванпутним пределима.

## Наоружање
Опремљен је даљински управљивом борбеном станицом (ДУБС), која се састоји од митраљеза 12,7мм и системом за управљање ватром (СУВ).
Систем управљања ватром (СУВ) се састоји од главних елемента попут:
- ТВ камере са великим увећавањем.
- Термовизијска камера.
- Ласерски даљинометар.

ДУБС-ом управља нишанџија односно оператер који се налази на месту сувозача, од опреме са којим управља нишанџија постоји још и балистички рачунар, одговарајући дисплеј, као и џојстик или палица за управљање. Митраљез је могуће користити у ручном моду, у случају отказа или оштећења аутоматике.

Ефективност ДУБС-а односно ефективни домет митраљеза износи: до 1.5 km у ваздуху, као и 2 km на циљеве на земљи. Брзина гађања је око 600 метака у минуту, капацитет муницијске кутије је 180 метака.

## Посада и опрема
Возило има 4 стална члана посаде а то су: возач, нишанџија, командир и пунилац као и 4 члана припадника (верзија за Жандармерију). Пунилац је у могућности услед отказа аутоматике или оштећења да користи ручно митраљез, притом је заштићен помоћу балистичке заштите ДУБС-а .Возач је опремљен ТВ камерама као и телевизијским предњим и задњим што му омогућава неометану вожњу услед смањене уочљивости. Возило је такође опремљено спољашњим расклапајућим решеткастим оградама, поседује могућност превожења додатних припадника примера ради Жандармерије на одређеним спољашњим платформама на возилу. Поседује такође и систем бацача димних кутија, за потребе маскирања и других потреба специјалних намена. Возило је опремљено звучним и светлосним системима за сигнализацију, клима-уређајем, радио везом, рачунаром за командно-информационим софтвером. Са спољашње стране су постављени кутија за резервне делове, као и ручни алат.

## Оператери

### Тренутни оператери
- Бангладеш - Војска Бангладеша има 20 возила, као даљинске осматрачнице за артиљеријске јединице.[2] Планира се куповина више возила.
- Кенија - Наручен је неодређен број.[3]
- Србија - Жандармерија има 12+ возила.

### Будући оператери
- Србија - Војска Србије

## Такође погледајте
- БОВ-М15  Србија
- БОВ-М16 Милош  Србија
- M1117 Guardian  Сједињене Америчке Државе
- M706 Cadillac Gage Commando  Сједињене Америчке Државе
- Cougar  Сједињене Америчке Државе
- International MaxxPro  Сједињене Америчке Државе
- Alvis Tactica  Уједињено Краљевство
- Saxon  Уједињено Краљевство
- БРДМ-2  СССР  Русија
- LGS Fennek  Немачка,  Холандија
- ATF Dingo  Немачка
- Marauder  Јужна Африка
- Nimr  Уједињени Арапски Емирати
- Puma (AFV)  Италија